# NGC 7241
NGC 7241 ist eine Balken-Spiralgalaxie vom Hubble-Typ SBbc im Sternbild Pegasus am Nordsternhimmel. Sie ist schätzungsweise 75 Millionen Lichtjahre von der Milchstraße entfernt und hat einen Durchmesser von etwa 65.000 Lichtjahren. Die Entfernungsmessungen basierend auf den Radialgeschwindigkeiten stimmen nicht mit den rotverschiebungsunabhängigen Entfernungsschätzungen von 155 ± 61 Millionen Lichtjahren überein. Gemeinsam mit PGC 68420 bildet sie ein gravitativ gebundenes Galaxienpaar.
Das Objekt wurde am 3. September 1872 von dem Astronomen Édouard Stephan mithilfe eines 80-cm-Teleskops entdeckt.